# Wilson Bentley

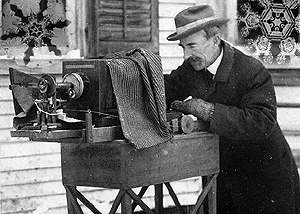
Wilson Bentley bei der Arbeit

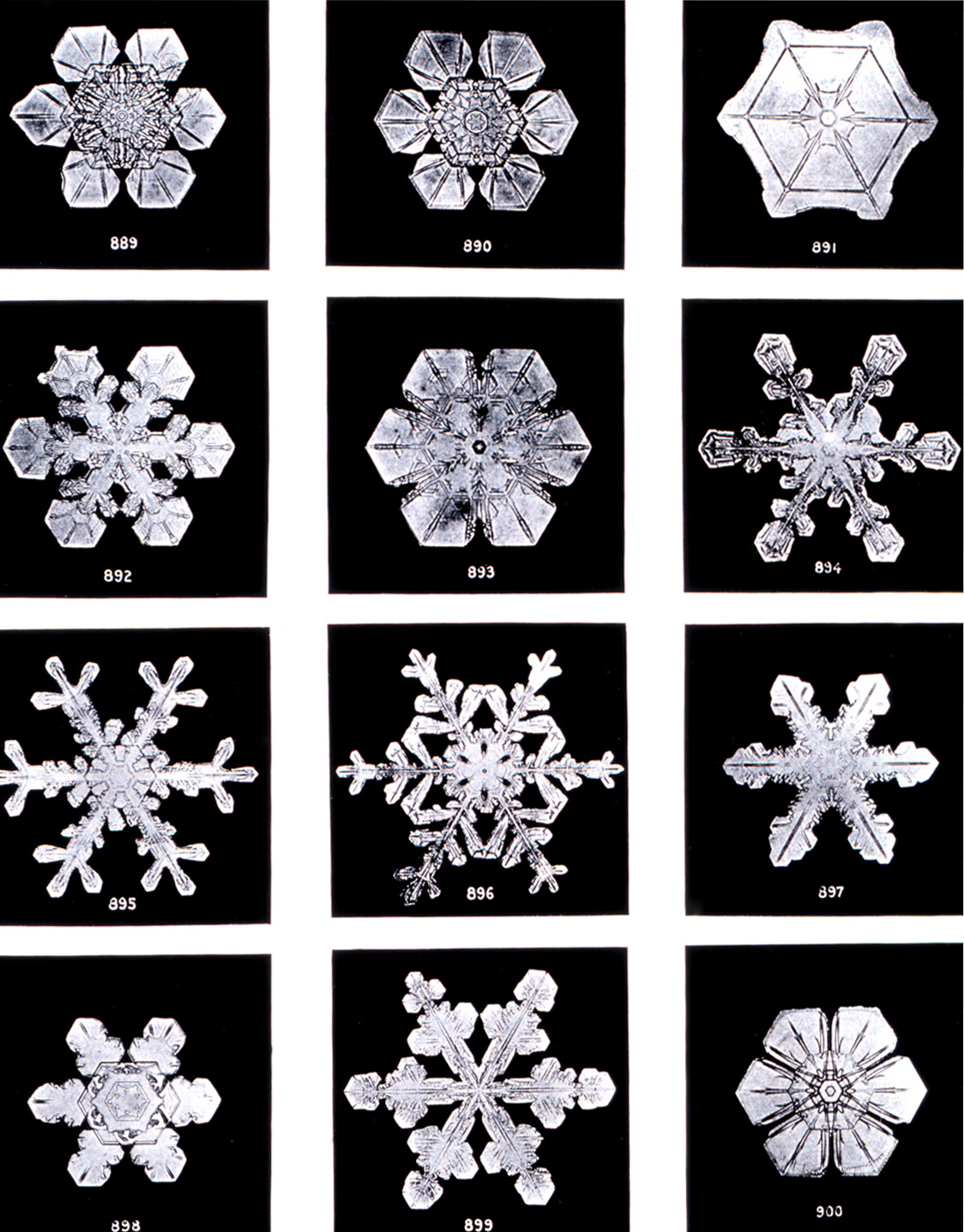
Schneekristallaufnahmen von Bentley, 1902

Wilson Alwyn Bentley (* 9. Februar 1865 in Jericho, Vermont; † 23. Dezember 1931 ebenda) war ein US-amerikanischer Farmer, Fotograf und Schneeforscher.

## Leben
Bentley, im Hauptberuf Farmer auf seiner Familienfarm in den USA, gelang es ab dem 15. Januar 1885 – rund sechs Jahre nach Johann Heinrich Ludwig Flögel – als einem der ersten Menschen, Schneekristalle unter dem Mikroskop zu fotografieren. Das Verfahren dazu hatte er selbst entwickelt. Für seine Schneekristallbilder sammelte Bentley einzelne Flocken und drapierte sie auf mit schwarzem Samt überzogenen Holzbrett. Für die Nahaufnahmen stellte er die Kristallformationen unter einem Mikroskop scharf, bevor er die Blende der Kamera maximal öffnete, um das Motiv zu belichten. Insgesamt fotografierte er mehr als 5.000 Schneekristalle.
Sein 1931 veröffentlichtes Buch Snow Crystals enthält mehr als 2.500 seiner Fotos und ist bis heute erhältlich. Als er kurz nach der Veröffentlichung verstarb, vermachte er dem Buffalo Museum of Science seine Fotoplatten.
In einem Beitrag von 1922 stellte Bentley die These auf, dass jeder Schneekristall unterschiedlich geformt sei (“no two snowflakes are alike”). Hierzu berief er sich auf seine bisherigen Beobachtungen stets verschiedener Kristalle, womit freilich noch nicht der positive Nachweis erbracht war, dass wirklich alle Schneekristalle unterschiedlich sein müssen. Nancy Knight, eine Schneeforscherin vom National Center for Atmospheric Research in Boulder, Colorado, veröffentlichte in einem Aufsatz von 1988 die Fotos zweier augenscheinlich vollkommen identischer Schneekristalle.
Ihm zu Ehren ist der Bentley Crag benannt, ein Felsenkliff in der Antarktis. Titus Müller schrieb 2013 über ihn die Erzählung Der Schneekristallforscher.

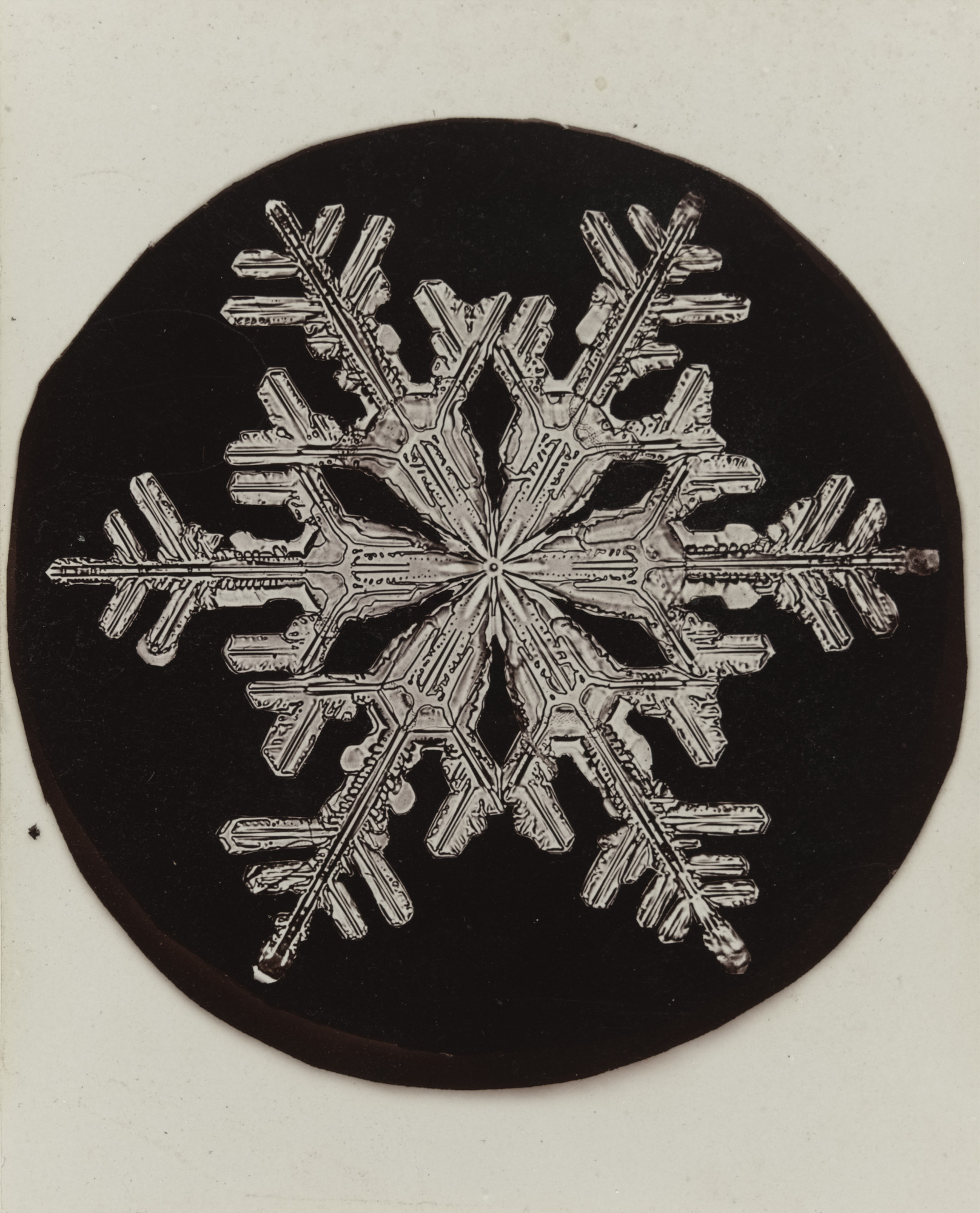
Nahaufnahme einer Schneeflocke von Bentley, um 1905

## Werke
- Jean M. Thompson, illustrated by Wilson A. Bentley: Water Wonders Every Child Should Know. Doubleday, Page & Co., Garden City 1913
- Wilson A. Bentley: The Guide to Nature. 1922
- Wilson A. Bentley: The Magic of Snow and Dew. National Geographic 1923.
- Wilson A. Bentley, William J. Humphreys: Snow Crystals. McGraw-Hill, New York 1931
- N. Knight: No two alike? In: Bulletin of the American Meteorological Society, 69 (5), 1988, S. 496